# Kalayaan rizali
Kalayaan rizali är en kvalsterart som beskrevs av Corpuz-Raros 1998. Kalayaan rizali ingår i släktet Kalayaan och familjen Otocepheidae. Inga underarter finns listade i Catalogue of Life.